# Домну-Тудор
Домну-Тудор (рум. Domnu Tudor) — село у повіті Долж в Румунії. Входить до складу комуни Ізвоаре.
Село розташоване на відстані 223 км на захід від Бухареста, 44 км на південний захід від Крайови.

## Населення
За даними перепису населення 2002 року у селі проживала 481 особа, усі — румуни. Усі жителі села рідною мовою назвали румунську.